# Diacolax
Diacolax is een geslacht van weekdieren uit de klasse van de Gastropoda (slakken).

## Soort
- Diacolax cucumariae Mandahl-Barth, 1946